# Orde van de Bouwers aan het Polen van het Volk
De Orde van de Bouwers aan het Polen van het Volk (Pools: Order Budowniczych Polski Ludowej) was tijdens de Volksrepubliek Polen de hoogste burgerlijke onderscheiding van Polen. Het is een typische socialistische orde zonder ridders. De orde werd tussen 1949 en 1967 toegekend aan niet meer dan 50 personen die zich Budowniczy Polski Ludowej of "Bouwer aan het Polen van het Volk" mochten noemen. Zogezien was de orde de Poolse evenknie van de Held van de Socialistische Arbeid in de Sovjet-Unie. 
De oorspronkelijke criteria voor toekenning betroffen verdiensten voor het herstel van het door de Tweede Wereldoorlog zwaar getroffen land. Hieronymussen noemt:
- Het ontwikkelen van de nationale economie, met name door het doen van uitvindingen, verbetering van kwaliteit of verbetering van de werkmethoden - voor zover van groot economische belang - en ook leiderschap op het werk.
- Bijdragen aan onderwijs, wetenschap, cultuur en kunst.
- Het verbeteren aan de landsverdediging.
- Het verbeteren van de gezondheid en de lichamelijke conditie van de natie.
- Verdiensten in het landsbestuur[1].

## Decoratiebeleid
De orde werd behalve aan personen ook aan provincies, steden en een instituut toegekend. Het verlenen van de orde was de bevoegdheid van de Poolse president en nadat dat ambt in 1952 was afgeschaft van de Poolse Staatsraad.
Voordat de orde in 1990 officieel werd afgeschaft werden tussen 1949 en 1985 slechts 305 personen en 10 steden of regio's gedecoreerd.

## Het versiersel

Baton van vóór 1962

Baton van na 1962

Het versiersel was een ronde gouden ster met een diameter van 53 millimeter die aan een rood-wit-rood lint met smalle blauwe boorden op de linkerborst werd gedragen.
Tussen de acht gouden stralen van de ster zijn driekleurig geëmailleerde komvormige bloemen geplaatst. Het blauw geëmailleerde centrale medaillon is versierd met een gouden arbeider met in zijn rechterhand een rode vlag en in de linkerhand een zware slaghamer.
De stralen en bloemen op de achterzijde van de ster zijn niet geëmailleerd. In het midden daarvan is een rode cirkelvormige schijf met een diameter van 19 millimeter aangebracht met in goud het monogram "PRL".